# Stadio Giovanni Zini
Lo stadio Giovanni Zini è il principale impianto sportivo della città di Cremona, il quarto della regione Lombardia e ospita le partite interne della Cremonese.
Ha una capienza totale di 15.191 posti a sedere, suddivisi in 7 settori.
Dal 2019 il diritto di superficie è concesso dal Comune di Cremona alla Cremonese per 99 anni, il che fa dello stadio il quinto impianto moderno di proprietà di una società calcistica in Italia, dopo lo Juventus Stadium di Torino (2011), lo Stadio Friuli di Udine (2013), lo Stadio Benito Stirpe di Frosinone (2016) e lo Stadio Atleti Azzurri d'Italia di Bergamo (2017).

## Storia

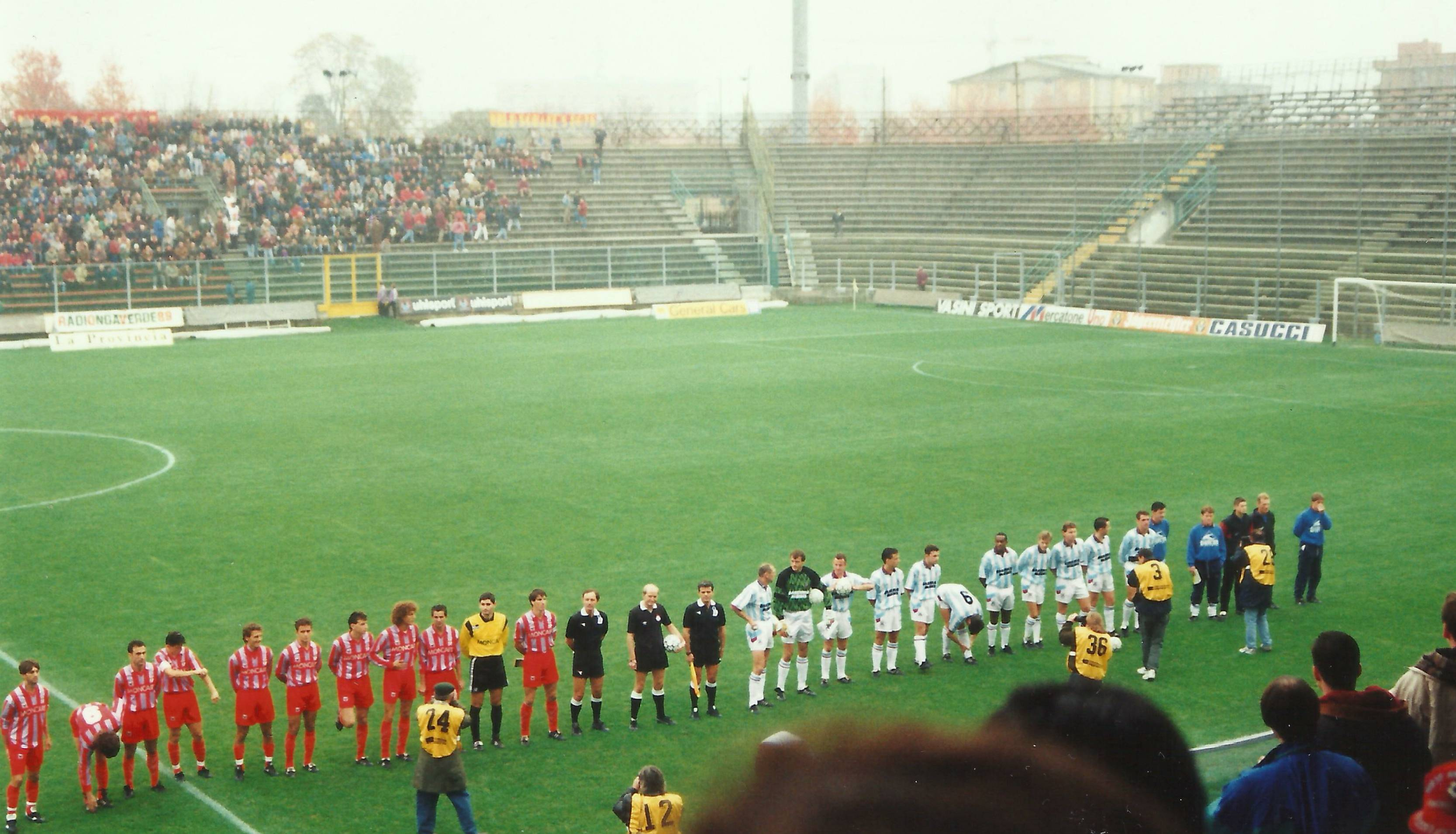
Lo stadio durante un incontro della Coppa Anglo-Italiana 1992-1993

L'impianto è stato inaugurato il 2 novembre 1919, in occasione della partita casalinga con la Juventus Italia, valevole per la 4ª giornata del girone lombardo della Prima Categoria 1919-1920. Inizialmente era conosciuto come Campo di via Persico o Campo inglese poiché nel luogo di costruzione durante la Grande Guerra era situato un accampamento di soldati britannici. Inizialmente disponeva di una tribuna principale da 500 posti.
Nel 1922 venne aperta la pista ciclistica e l'impianto prese il nome di Motovelodromo.
Nel 1924 lo stadio venne intitolato a Giovanni Zini, portiere della Cremonese, reclutato come bersagliere e deceduto durante la prima guerra mondiale sul Carso.
Nel 1927 lo stadio fu devastato da un ciclone e la pista non venne più riparata, fino a cadere in completo disuso due anni più tardi. Dal 1929 al 1931 l'intero stadio fu ristrutturato, con l'inaugurazione nel settembre 1929 della nuova tribuna centrale, tuttora in uso, una delle prime con struttura autoportante (il resto dello stadio presentava dei terrapieni). Al termine dei lavori prese il nome di Campo Polisportivo, come testimonia la scritta sul monumentale arco d’ingresso, anch'esso eretto durante i lavori. Dal 1933 prese il nome di Campo Polispotivo Roberto Farinacci in onore del segretario del Partito Nazionale Fascista, in quel periodo Ras della città di Cremona.
Nell'immediato dopoguerra riprese il nome di Stadio Giovanni Zini con la costruzione di una pista di atletica in sostituzione a quella ciclistica, rimossa pochi anni dopo per adibire l'impianto al solo uso calcistico.
Nel 1967 lo stadio viene dotato dell'impianto di illuminazione.
Nel 1977, anno del ritorno in Serie B della Cremonese dopo 26 anni, furono costruiti il settore Distinti e la curva Nord, inizialmente utilizzata dai tifosi locali.
Tra il 1983 e il 1986 furono invece costruite la curva Sud, dove si spostarono i tifosi locali, lasciando il settore nord alla tifoseria ospite, e le tribune laterali alla centrale, completando tutti i lati dello stadio. Nel 1988 venne sostituito l'impianto di illuminazione con quattro nuove torri faro.
Nei primi anni '90, complice la permanenza tra Serie B e Serie A della Cremonese, furono ampliati la curva Sud con ulteriori gradinate in cemento e i Distinti con la costruzione della sezione superiore in tubi Innocenti, fino ad arrivare a una capienza complessiva di 22.000 spettatori.
Nel 2007 l'impianto fu oggetto di un importante intervento di ristrutturazione da parte della nuova proprietà Arvedi. Nello stesso anno il piazzale antistante lo stadio e la tribuna centrale sono intitolati a Domenico Luzzara, storico presidente della Cremonese scomparso nel 2006.
Nel 2009 la curva Sud venne intitolata ad Erminio Favalli, storico giocatore e successivamente dirigente della società, scomparso l'anno prima.
Il 16 giugno 2015 è stata inaugurata, sulla tribuna centrale, una targa commemorativa in bronzo in memoria di Vittorio Staccione, giocatore della Cremonese nella stagione 1924-25, deportato in Germania nel 1944 come oppositore politico e morto nel campo di concentramento di Mauthausen il 16 marzo 1945.
Nell'estate del 2017, a seguito della promozione in Serie B della Cremonese, è stata costruita la copertura della curva Sud e sono stati effettuati vari interventi di manutenzione allo stadio, conclusisi a settembre in occasione dell'esordio casalingo dei grigiorossi in seconda serie. Sempre nello stesso mese è iniziata la demolizione della sezione in tubi Innocenti dei Distinti, con susseguente ricostruzione della tribuna, dotata anch'essa di copertura e aperta al pubblico il 20 gennaio 2018 per la prima partita del girone di ritorno.
L'8 febbraio 2019 il Comune di Cremona ha ufficializzato l'assegnazione del diritto di superficie dello stadio per 99 anni al club grigiorosso. Nell'estate dello stesso anno viene effettuata la posa di nuovi seggiolini in tutti i settori dello stadio portando la capienza a 16.003 posti.
Ulteriori interventi sono partiti nel maggio 2022 a seguito del ritorno della Cremonese in Serie A dopo 26 anni: essi comprendono la posa di un nuovo manto erboso (dotato di impianto di riscaldamento ipogeo), la sostituzione dell'illuminazione con un nuovo sistema a LED, l'installazione di un nuovo sistema audio di comunicazione al pubblico (PA) e di Evacuazione di Emergenza a norme EVAC, il completo riattamento del pianterreno della tribuna centrale "Luzzara" (con spogliatoi, sala antidoping e infermeria), la riconfigurazione del settore parterre con messa in opera di posti field box e nuove panchine, il potenziamento della tribuna stampa con 60 postazioni complessive, la posa di un vano modulare in via Bibaculo da adibire a press area, implementazione di skybox e zona hospitality al primo piano dei Distinti, aumento dei posti riservati ai disabili e potenziamento dei servizi al pubblico (gabinetti e ristori). Tali opere, finanziate dalla proprietà della Cremonese, comportano un esborso di circa 5 milioni di euro. La capienza dello stadio è scesa a 15.191 posti.
Il 7 gennaio 2024, nel primo anniversario della morte di Gianluca Vialli, cremonese di nascita ed ex calciatore grigiorosso, il Comune ha intitolato alla sua memoria il settore Distinti dello stadio.
| Arbitro: | Crivelli (Milano) |

|  |           |                                             |
|  | Marcatori | 22’ Milocco 55’ (au.) Mainardi II 65’ Cerri |

## Eventi principali ospitati
Oltre alle partite casalinghe della Cremonese, l'impianto ha ospitato la finale di ritorno della Coppa Italia 1988-89 fra Napoli e Sampdoria per l'indisponibilità dello Stadio Luigi Ferraris a causa dei lavori di ristrutturazione in vista dei Mondiali del 1990. Lo Zini è stato utilizzato dai blucerchiati anche in occasione di incontri di Campionato e Coppa delle Coppe nella stagione 1988-1989 e nella stagione 1999-2000 durante la lunga squalifica del campo subita a seguito della famigerata "notte dei rubinetti" nell'incontro casalingo di Coppa Italia contro il Bologna.
Il 29 maggio del 1996 lo stadio ha ospitato un incontro amichevole della nazionale italiana contro il Belgio terminato 2-2. Per quanto riguarda le nazionali femminili, ha ospitato il 9 ottobre 2018 l'amichevole tra Italia e Svezia terminata 1-0.
Per quanto riguarda attività extracalcistiche, l'impianto 16 novembre 2013, l'impianto ha ospitato il test match della nazionale italiana di rugby contro le Isole Figi vinto dagli azzurri 37 a 31.
Sempre in ambito rugby, il 20 giugno 2015 lo stadio ha ospitato la fase finale dei campionati mondiali Under-20.

### Dettaglio eventi

#### Incontri della nazionale italiana di calcio maschile
Lo stadio Giovanni Zini è stato sede di un incontro amichevole della nazionale di calcio dell'Italia, disputato il 29 maggio 1996 contro il Belgio e terminato con il punteggio di 2-2.

#### Incontri della nazionale italiana di calcio femminile
| Cronologia completa degli incontri della nazionale ― Italia | Cronologia completa degli incontri della nazionale ― Italia | Cronologia completa degli incontri della nazionale ― Italia | Cronologia completa degli incontri della nazionale ― Italia | Cronologia completa degli incontri della nazionale ― Italia | Cronologia completa degli incontri della nazionale ― Italia | Cronologia completa degli incontri della nazionale ― Italia | Cronologia completa degli incontri della nazionale ― Italia |
| Data                                                        | Città                                                       | In casa                                                     | Risultato                                                   | Ospiti                                                      | Competizione                                                | Reti                                                        | Note                                                        |
| ----------------------------------------------------------- | ----------------------------------------------------------- | ----------------------------------------------------------- | ----------------------------------------------------------- | ----------------------------------------------------------- | ----------------------------------------------------------- | ----------------------------------------------------------- | ----------------------------------------------------------- |
| 9-10-2018                                                   | Cremona                                                     | Italia                                                      | 1 – 0                                                       | Svezia                                                      | Amichevole                                                  | Daniela Sabatino (rig.)                                     | All: M. Bertolini Cap: S. Gama                              |
| Totale                                                      |                                                             | Presenze                                                    | 1                                                           |                                                             | Reti                                                        | 2                                                           |                                                             |

## Caratteristiche tecniche
- Tribuna Centrale "Domenico Luzzara": 1.095
- Tribune Laterali (laterale sud e laterale nord): 1.043
- Field Box : 174
- Distinti "Gianluca Vialli": 6.097
- Curva Sud "Erminio Favalli": 4.788
- Curva Nord (ospiti): 2.465
- Panchine Casa e Ospiti : 60 (30 ciascuna)